# CSK-1

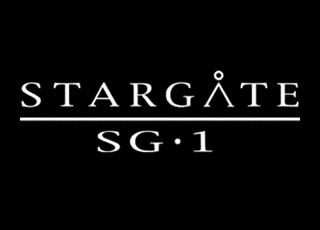
Logo Stargate SG1

CSK-1 (CsillagKapu Csapat 1) a fő és elsődleges egysége a Csillagkapu Parancsnokságnak a Csillagkapu című sorozatban, amelynek ez a csapat alkotja a főszereplőit.
A Csillagkapu Parancsnokság (vagy „a CSKP”), egy szigorúan titkos katonai bázis, amely irányítja a csillagkapu-t, egy olyan eszközt, mely képes féregjáratokat létesíteni más bolygókon lévő hasonló eszközökkel, lehetővé téve a köztük való utazást. Több CSK csapat is létezik (pl: CSK-2, CSK-3 stb.), ezen csapatok feladata a csillagkapun keresztüli utazás küldetéseik végrehajtására. A csapatokat a bázissal együtt hozták létre, amikor egy idegen faj, a Goa’uld fenyegetéssé vált a Föld számára (Az Istenek gyermekei).
A CSK-1 több különböző feladattal rendelkezik, köztük az első kapcsolat felvétele, a felderítés, a harc, diplomácia és kezdeti régészeti felmérés és technológiai besorolás.
A csapat állandó utasításai a következők:
1. Diplomáciai kapcsolatok megnyitása más világokkal
2. Technológiák megszerzése, amelyek a Föld segítségére lehetnek a Goa’uld, az Ori és más agresszorok ellen.

## Csapattagok
|  | Alább a cselekmény részletei következnek! |

A CSK-1 tagjai ugyanazok maradtak a Csillagkapu első öt évadja során. Az ötödik évad végén Daniel Jackson meghal egy súlyos radioaktív fertőzés miatt. Érdekes módon felemelkedik a létezés egy magasabb fokára, tehát halála nem végleges. A 6. évad során helyét Jonas Quinn veszi át, aki egy éven át marad a csapat tagja, majd hazatér, hogy megpróbálja kibékíteni világának népeit. Ekkor Daniel büntetésként ismét ember lesz a szabályok megszegése miatt. Ezután végig a csapat tagja marad.
Jack O’Neill ezredes a CSKP parancsnoka lett a nyolcadik évadban, így Samantha Carter veszi át a háromtagú CSK-1 irányítását. A Goa’uld legyőzése után az egységet hivatalosan megszüntetik, és tagjai saját útjukra mennek.  Carter a Csillagkapu Kutatás és Fejlesztés vezetője lesz az 51-es körzetben, Teal’c részt vesz az újonnan megalakult Szabad Jaffa Nemzet kialakulásában, Daniel csatlakozni akar az Atlantisz-expedícióhoz, amíg Jack-et újra kitüntetik és végérvényesen elhagyja a CSKP-t. A kilencedik évad elején egy új parancsnok, Cameron Mitchell alezredes alatt a CSK-1 újraalakul. Jelenleg a CSK-1 Cameron Mitchell alezredesből, Daniel Jackson-ból (mivel lekéste az Pegazus-galaxisba tartó utat), Teal’c-ből, és Carter alezredesből áll.
A tizedik évad Morfeusz című részében Vala Mal Doran a CSKP próbaidős alkalmazottja lesz, és általában a CSK-1-gyel utazik – a próbaidő lejártával pedig a csapat tényleges tagjává válik.

### Összegezve
- Richard Dean Anderson – Jack O’Neill vezérőrnagy (korábban ezredes, majd dandártábornok) (1–8. évadban főszereplő; epizódszereplő a 9 és 10. évadokban, valamint a Csillagkapu Atlantisz 1. és 3., valamint az Universe 1. évadában)
- Michael Shanks – dr. Daniel Jackson (1–5. évadban és 7-10. évadban főszereplő; epizódszereplő a 6. évadban és a Csillagkapu Atlantisz 1. és 5., valamint az Universe 1. évadában)
- Amanda Tapping – Samantha Carter ezredes (korábban százados, majd őrnagy, aztán alezredes) (1–10. évadban és Csillagkapu Atlantisz 4. évadban főszereplő; epizódszereplő a Csillagkapu Atlantisz 1-3. és 5., valamint az Universe 1. évadában)
- Christopher Judge – Teal’c (1–10. évadban  főszereplő; epizódszereplő a Csillagkapu Atlantisz 4. évadában)
- Corin Nemec – Jonas Quinn (6. évadban főszereplő; epizódszereplő az 5. és 7. évadban)
- Ben Browder – Cameron Mitchell ezredes (korábban alezredes) (9-10. évadban főszereplő)
- Claudia Black – Vala Mal Doran (10. évadban főszereplő; epizódszereplő a 8. és 9. évadokban)

### Alternatív univerzumok
A CSK-1 tagjai változatosak a különböző párhuzamos univerzumokban.  A kilencedik évadban megismert alternatív csapatok egyikének Martouf és Dr. Janet Fraiser is tagja volt (Hullámhatás).

## Nevezetesebb eredményeik
A CSK-1 eredményei jelentősek. Számos esetben bizonyították képességeiket:
- A csapat felelős több Goa’uld rendszerúr pusztulásáért, úgy mint Apófisz-ért, Kronosz-ért és Anúbisz-ért.
- A CSK-1 több alkalommal megmentette a Földet:
  - Megszegnek egy közvetlen parancsot, és ezáltal megsemmisítik Apófisz inváziós flottáját
  - Megsemmisítenek egy  replikátorokkal fertőzött asgard hajót, mielőtt az megtámadná a Földet
  - A csapatnak, különösen Carternek köszönhető egy nagy aszteroida Földbe csapódásának megakadályozása
  - A Jack O'Neill által birtokolt Ősök tudásának segítségével megtalálják és aktiválják az antarktiszi Ős helyőrséget, így megmentik a Földet Anúbisz inváziójától
- A CSK-1 szövetséget köt a Föld, a Tok’rák és a Jaffa Ellenállás között
- A csapat, különösen Teal’c fontos szerepet játszik a Jaffa Ellenállás segítésében, és a Szabad Jaffa Nemzet megalakításában
- Sok fajjal ők veszik fel először a kapcsolatot, köztük a tollannal, az asgarddal és a noxxal.